# Gabriel de la Corte

Gabriel de la Corte (Madrid, 1648 - 6 d'agost de 1694),  pintor barroc espanyol, especialitzat en la pintura de natures mortes i en l'especialitat de flors.

## Biografia
Segons Antonio Palomino, qui sens dubte ho va tractar, va ser fill d'un desconegut Francisco de la Cort, pintor de perspectives. Des de Ceán Bermúdez s'ha pensat que pogués tractar-se d'una confusió amb el més conegut Juan de la Corte, pintor de batalles, mort quan Gabriel tenia dotze anys. Tanmateix Palomino podria tenir raó, de confirmar-se l'existència en Antequera d'un Francisco de la Corte, germà de Juan. Diu també Palomino que «no havent aprofitat gaire en l'escola del seu pare, ... o perquè el va faltar edat; es va aplicar a pintar flors, copiant-ne algunes del natural, i d'altres d'Arellano i Mario Nuzzi»
Es va casar el 1667 en l'església de San Sebastián amb Águeda de los Ríos, actuant com a testimonis Diego de la Cruz, que tenia oberta botiga de pintor al carrer Gran, i Francisco Pérez Sierra, també pintor de flors. Va fer garlandes i va pintar flors per a composicions alienes, conservant-se en col·lecció particular dues garlandes amb sant Joaquim i santa Anna de Matías de Torres. Segons Palomino, com no sabia fer una altra cosa, va portar una vida summament miserable, obligat a exposar en públic las pintures de jocs de gerros de diferents mides que pintava i donant-los, per la força de la necessitat, a molt baix preu. Va morir a Madrid el 6 d'agost de 1694, sent enterrat a la mateixa església de San Sebastián.

## Obra

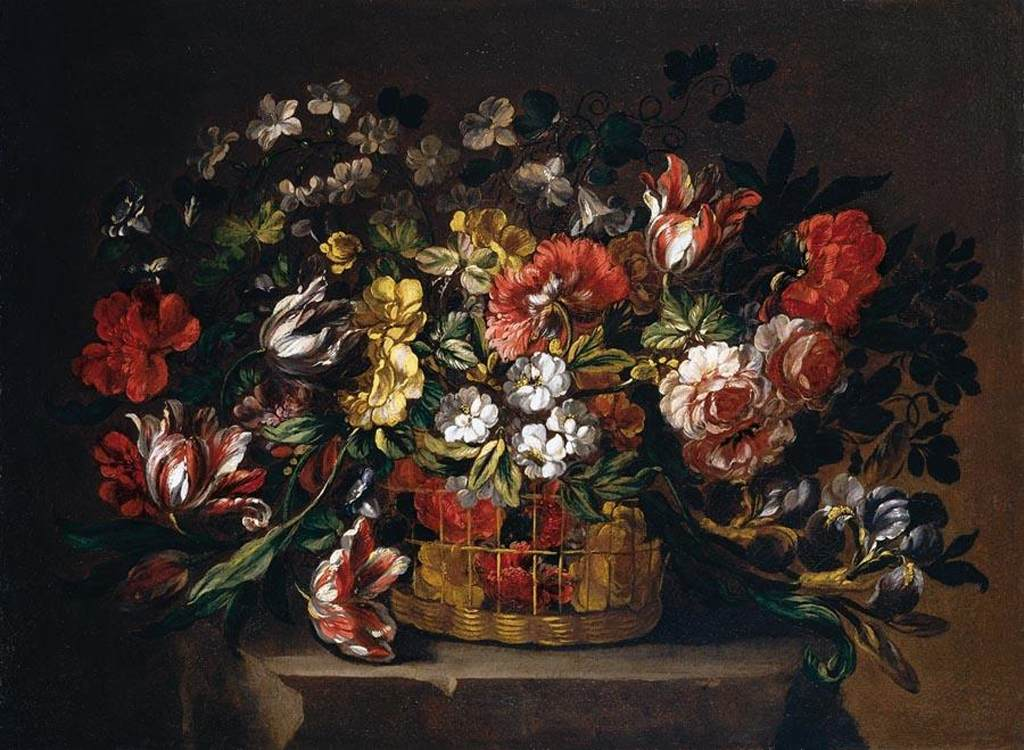
Flors i cistella c. 1680

L'estil de les obres de Gabriel de la Cort, encara que derivat de Juan de Arellano, és de més gran dinamisme i alegre colorit, simplificant les formes amb denses pinzellades. Però a més a més, ell no es va limitar a pintar els coneguts gerros i garlandes, innovant composicions imaginatives amb les quals preludiava el rococó. Així, a la garlanda de flors de la Universitat d'Alcalá de Henares, signada el 1687, trencava no solament amb la simetria, col·locant descentrat un gerro de ceràmica amb flors, sinó també amb la mateixa forma de la garlanda, que deixarà d'ésser oval per enfilar-se entre roleus arquitectònics de forma capriciosa. Innovadors són també els dos mascarons amb flors ingressats el 2006 al Museu del Prado, on tractava de forma semblant, mascarons arquitectònics de caràcter vegetal i flors naturals, jugant així amb la paradoxa —pròpia de tota natura morta— de la representació artística, a la vegada fingida i veritable.